# Большое Соколово (озеро)
Большо́е Соколо́во — озеро в Московской области России.

## География
Расположено на территории Лотошинского района, в западной части Верхневолжской низменности, в 7 км к северо-западу от районного центра — посёлка городского типа Лотошино. Высота над уровнем моря — 154,6 метра. В радиусе 1,5 км находятся населённые пункты городского поселения Лотошино — деревни Звягино и Чапаево, южнее — озеро Малое Соколово.

## Характеристика
Занимает 7-е место в списке самых глубоких озёр Московского региона. Средняя глубина — 4 м, максимальная — 14 м, площадь — 0,2 км², диаметр — около 700 м. Относится к озёрам водно-ледниковых равнин. Расположено в окружении болотного массива, частично занятого лесом, во впадине между моренными холмами, оставленными ледником, имеет округлую форму, берега открытые, луговые. Прибрежная зона покрыта рогозово-тростниковыми зарослями и осоковым высокотравьем. Из озера вытекает безымянный ручей, который впадает в реку Руссу. Основные виды ихтиофауны — карась и плотва.
Озеро и прилегающие болота относятся к ценным водно-болотным угодьям регионального значения, занимают площадь в 1,5 км² и являются местом остановки на пролёте водоплавающих и околоводных птиц, гнездования чаек и куликов. Встречаются скопа, чёрный коршун, лунь луговой и болотный.

## Топографические карты
- Лист карты O-36-144 Волоколамск. Масштаб: 1 : 100 000. Состояние местности на 1982 год. Издание 1986 г.
- Лист карты O-36-144-A-a — ФГУП «ГОСГИСЦЕНТР» Масштаб: в 1 см 250 м